# Coppa del mondo di ciclismo su strada 1994
La Coppa del mondo di ciclismo su strada 1994 fu la sesta edizione della competizione internazionale della Unione Ciclistica Internazionale. Composta da dieci eventi, si tenne tra il 19 marzo e l'8 ottobre 1994. Venne vinta dall'italiano della Mapei-Clas Gianluca Bortolami.
A differenza dell'edizione 1993, la Wincanton Classic cambiò nome in Leeds International Classic e il Grand Prix des Nations non venne più disputato.

## Calendario
| Data      | Evento                             | Vincitore            | Squadra             | Leader della Cl. mondiale |
| --------- | ---------------------------------- | -------------------- | ------------------- | ------------------------- |
| 19 marzo  | Milano-Sanremo (1994)              | Giorgio Furlan       | Gewiss-Ballan       | Giorgio Furlan            |
| 3 aprile  | Giro delle Fiandre (1994)          | Gianni Bugno         | Team Polti          | Gianni Bugno              |
| 10 aprile | Paris-Roubaix (1994)               | Andrej Čmil          | Lotto-Caloi         |                           |
| 17 aprile | Liegi-Bastogne-Liegi (1994)        | Evgenij Berzin       | Gewiss-Ballan       |                           |
| 23 aprile | Amstel Gold Race (1994)            | Johan Museeuw        | GB-MG Maglificio    |                           |
| 6 agosto  | Classica di San Sebastián (1994)   | Armand de Las Cuevas | Castorama           |                           |
| 14 agosto | Leeds International Classic (1994) | Gianluca Bortolami   | Mapei-Clas          |                           |
| 21 agosto | Gran Premio di Svizzera (1994)     | Gianluca Bortolami   | Mapei-Clas          |                           |
| 2 ottobre | Paris-Tours (1994)                 | Erik Zabel           | Telekom-Eddy Merckx |                           |
| 8 ottobre | Giro di Lombardia (1994)           | Vladislav Bobrik     | Gewiss-Ballan       | Gianluca Bortolami        |

## Classifiche
| Pos. | Corridore          | Squadra       | Punti |
| ---- | ------------------ | ------------- | ----- |
| 1    | Gianluca Bortolami | Mapei-Clas    | 151   |
| 2    | Johan Museeuw      | GB-MG Magl.   | 125   |
| 3    | Andrej Čmil        | Lotto-Caloi   | 115   |
| 4    | Claudio Chiappucci | Carrera       | 89    |
| 5    | Giorgio Furlan     | Gewiss-Ballan | 87    |
| 6    | Lance Armstrong    | Motorola      | 80    |
| 7    | Gianni Bugno       | Team Polti    | 63    |
| 8    | Erik Zabel         | Telekom       | 50    |
| 9    | Franco Ballerini   | Mapei         | 50    |
| 10   | Bruno Cenghialta   | Gewiss-Ballan | 45    |

| Pos. | Squadra          | Punti |
| ---- | ---------------- | ----- |
| 1    | GB-MG Maglificio | 89    |
| 2    | Motorola         | 53    |
| 3    | Gewiss-Ballan    | 51    |
| 4    | Mapei-Clas       | 45    |
| 5    | TVM-Bison Kit    | 41    |